# エイリアン・コップ
『エイリアン・コップ』（Peacemaker）は、ケヴィン・テニー脚本・監督による1990年のアメリカ合衆国のSFアクション映画。チャールズ・W・フリースとジョエル・レヴィンが製作総指揮を務め、ロバート・ダヴィ、ランス・エドワーズ、ロバート・フォスターが主演し、2人の地球外生命体間の争いに巻き込まれる医師の物語を描いている。

## あらすじ
ロス市警の女性検死官ドリーの前で男性の死体が突然起き上がり、彼女を人質に取って警察から脱出する。その男性タウンゼントはドリーに対し、自分は宇宙から来た「ピースメーカー」と呼ばれる捜査官で、凶悪犯イエーツを追っていると説明。やがて2人はイエーツに襲撃されるが、イエーツは自分こそがピースメーカーであると主張する。

## キャスト
| 役名                           | 俳優                     | 日本語吹替     |
| 役名                           | 俳優                     | テレビ朝日版   |
| ------------------------------ | ------------------------ | -------------- |
| フィリップス（イエーツ）       | ロバート・フォスター     | 瑳川哲朗       |
| ピースメーカー（タウンゼント） | ランス・エドワーズ       | 大塚芳忠       |
| ドリー・ケイソン               | ヒラリー・シェパード     | 戸田恵子       |
| フランク・ラモス               | ロバート・ダヴィ         | 若本規夫       |
| ドクター                       | バート・レムゼン         | 辻村真人       |
| リーガー                       | ジョン・デノス           | 大滝進矢       |
| クリス                         | ガース・レ・マスター     | 小室正幸       |
| スーザン                       | キーラ・ステンペル       | さとうあい     |
| 警官①                          |                          | 中田和宏       |
| 警官②                          |                          | 沢木郁也       |
| 警官③                          |                          | 広瀬正志       |
| 警官④                          |                          | 滝沢ロコ       |
| ギャング①                      |                          | 高宮俊介       |
| ギャング②                      |                          | 銀河万丈       |
| 警備（モーゼス）               | ウォーリー・テイラー     | 田中康郎       |
|                                |                          |                |
| 翻訳                           | 翻訳                     | 徐賀世子       |
| 演出                           | 演出                     | 左近允洋       |
| 効果                           | 効果                     | PAG            |
| 選曲                           | 選曲                     | 猪狩和彦       |
| テレビ朝日プロデューサー       | テレビ朝日プロデューサー | 猪谷敬二       |
| 日本語版制作                   | 日本語版制作             | グロービジョン |
| 配給                           | 配給                     | ギャガ         |
| グロージビョン担当             | グロージビョン担当       | 吉田啓介       |

- テレビ朝日版：初回放送1992年5月10日『日曜洋画劇場』、再放送1995年8月31日『木曜洋画劇場』

2024年7月8日、テレビ朝日版の吹替（96分）が収録されたHDリマスター版ブルーレイがナイル大商店から独占販売。

## 評価
1991年の劇場公開時には、映画評論家の水野晴郎が高く評価した。『日曜洋画劇場』の解説で淀川長治は「面白い面白い着想、不思議な着想ですね！」と絶賛し、視聴率21%超えを達成した。『木曜洋画劇場』でも高視聴を記録した。
2024年には『未体験ゾーンの映画たち2024』で劇場公開された。